# Iwan Fedorowicz
Iwan Fedorowicz (Fedorow) (ur. około 1510 w Moskwie, zm. 15 grudnia 1583 we Lwowie) – działacz kultury wschodniosłowiańskiej, jej pierwszy znany z imienia drukarz, grawer, majster odlewnictwa czcionek.

## Życiorys
W 1532 roku zdobył stopień bakałarza Akademii Krakowskiej. W latach 50. XVI wieku diakon cerkwi pod wezwaniem św. Mikołaja Hostuńskiego w moskiewskim Kremlu. Od kwietnia 1563 do marca 1564 roku razem z Piotrem Mścisławcem pracował nad przygotowaniem tekstu, odlaniem czcionek i przygotowaniem grawiur w celu wydania księgi liturgicznej „Apostoł” (1564). W posłowiu do „Apostoła” bezpośrednim inicjatorem stworzenia drukarni został wymieniony car Iwan Groźny. Do 1565 roku wraz z Piotrem Mścisławcem wydrukował kilka cerkiewnosłowiańskich ksiąg liturgicznych. Po pewnym czasie z nieznanych przyczyn obydwaj drukarze opuścili Moskwę i osiedli w Zabłudowie na Podlasiu w majątku hetmana wielkiego litewskiego Grzegorza Chodkiewicza. Drukarze ci wydali w 1569 roku „Ewangelie Uczitielnoje”, stanowiącą zbiór religijnych nauk pomocniczych do poznania tekstów biblijnych, oraz „Psałterz z Czasosłowem”. Ewangelia zabłudowska, odpowiednik katolickich i protestanckich „Postylii”, ukazała się w 12 lat po „Postyli” Mikołaja Reja i cztery lata przed wydaniem „Postyli” księdza Jakuba Wujka.
W 1572 roku Fedorowicz wyjechał do Lwowa, gdzie w latach 1573–1574 w monasterze św. Onufrego kontynuował pracę drukarską – „drukowanie zaniedbane obnowił”. We Lwowie w 1574 roku ukazało się nowe wydanie „Apostoła” i „Bukwar” – pierwszy wschodniosłowiański elementarz. W 1575 roku Fedorowicz przeszedł na służbę do księcia Konstantego Wasyla Ostrogskiego. W latach 1575–1576 był zarządcą monasteru w Dermaniu. W 1577 roku przeniósł się do Ostroga, gdzie założył Drukarnię Ostrogską. Swoista symbioza akademii i drukarni ostrogskiej leżała u podstaw sukcesu tej ostatniej. Pod jego kierownictwem zostały wydane następujące księgi: nowe wydanie „Bukwara” (1578), „Nowy Testament” z indeksem i „Psałterz” (1580), „Chronologia” Andrzeja Rymszy (1581), Biblia ostrogska (1581). Brał udział w redagowaniu i ozdobieniu ksiąg i jest autorem posłowia. Po rozejściu się z księciem Ostrogskim wyjechał w 1583 roku do Lwowa, gdzie nie udało mu się odnowić drukarni. W tymże roku odwiedził także Kraków i Wiedeń. Jego drukarnia przeszła na własność lwowskiego Bractwa Zaśnięcia Matki Bożej (Uspienskiego), późniejszego Instytutu Stauropigialnego, który korzystał z ornamentów Iwana Fedorowicza aż do początku XIX wieku. Zmarł 15 grudnia 1583 roku we Lwowie i został pochowany w miejscowym monasterze św. Onufrego.
Jego pamięć jest szczególnie czczona w Moskwie gdzie od 1976 roku ukazują się „Fedorowskie Czytania”, publikacja ciągła poświęcona starodrukom, oraz w Ostrogu, w Narodowym Uniwersytecie „Akademia Ostrogska”. W Moskwie znajduje się również jego pomnik.